# Antichloris pinguis
Antichloris pinguis là một loài bướm đêm thuộc phân họ Arctiinae, họ Erebidae.